# Spyker F8-VII
Spyker F8-VII byl vůz formule 1 týmu Spyker F1, který se účastnil mistrovství světa v roce 2007. Monopost by představen 5. února 2007 v Silverstone.

## Popis
Vůz Spyker F8-VII je upravenou verzí vozu Midland M16. Změnila se aerodynamika monopostu. Upravil se podvozek, palivový systém a převodovka. Nos je poměrně úzký. Vůz má delší převodovku a výfukový a chladicí systém uvolnil místo pro zavěšení zadních kol a proudění vzduchu. Spyker přešel na motory Ferrari. Osazení nového motoru bylo poněkud komplikovanější, neboť bylo nutno koncepci vozu více upravit. Hydraulický systém museli udělat kompletně, přitom u Toyoty byl součástí dodávky motorů.

### Název vozu
Spyker na počátku 20. století automobily pojmenovával jako řadu C, pro rok 2008 plánovali řadu E, takže označení F zbylo pro monopost. Číslo 8 znamená, že se jedná o vidlicový osmiválec. VII upozorňuje na minulost, kdy Spyker ještě vyráběl letadla a označoval je římským číslem podle roku jejich vzniku. Takže VII znamená model roku 2007.

## Spyker F8-VIIB
Od Grand Prix Itálie 2007 tým nahradil stávající vůz F8-VII vozem Spyker F8-VIIB. Původně měl vůz startovat již v Turecku, ale nesplnil crash testy. V japonské grand prix získal Spyker svůj první bod ve formuli 1. Adrian Sutil závod dokončil na devátém místě, ale Vitantonio Liuzzi s vozem týmu Toro Rosso, který dojel před ním na bodovaném osmém místě, byl po závodě penalizován přičtením 25 sekund k výslednému času za předjíždění při vyvěšených žlutých vlajkách.

### Popis
U nového Spykeru konstruktéři upravili zadní nápravu, tlumiče rotační nahradily tlumiče lineární, převodovka je navržena podle předpisů pro rok 2008, kdy musí vydržet minimálně čtyři závody. Upravena byla i poloha motoru a systém chlazení. V aerodynamice vozu byly změny zásadní, přední a zadní spoiler, podlaha, bočnice, prvky usměrňující proudění vzduchu kolem vozu a zadní difuzér. Tým koupil starší aerodynamický tunel od Hondy v Brackley.

## Force India VJM01
Spyker F1 na konci roku v říjnu 2007 koupil indický miliardář Vijay Mallya, kvůli finančním potížím. Tým se přejmenoval na Force India. Monopost Force India VJM01 vychází z vozu Spyker F8-VIIB.

## Technická data
- Délka: 5 000 mm
- Šířka:
- Výška: 950 mm
- Váha: 605 kg (včetně pilota, vody a oleje)
- Rozchod kol vpředu: 1 480 mm
- Rozchod kol vzadu: 1 418 mm
- Rozvor: >3 000 mm
- Převodovka: Spyker L 7stupňová poloautomatická.
- Spojka: AP racing
- Brzdy:
- Motor: Ferrari 056
  - V8 90°
  - Zdvihový objem: 2 398 cm³
  - Výkon: 700cv/19000 otáček
  - Vrtání: 98 mm
  - Zdvih:
  - Ventily: 32
  - Mazivo: Shell
  - Palivo: Shell
  - Váha: >95 kg
  - Vstřikování Magneti Marelli
  - Palivový systém Magneti Marelli
- Pneumatiky: Bridgestone

## Výsledky v sezoně 2007
| Legenda k tabulce | Legenda k tabulce                                                                       |
| Barva             | Výsledek                                                                                |
| ----------------- | --------------------------------------------------------------------------------------- |
| Zlatá             | Vítěz                                                                                   |
| Stříbrná          | 2. místo                                                                                |
| Bronzová          | 3. místo                                                                                |
| Zelená            | Bodované umístění                                                                       |
| Modrá             | Nebodované umístění                                                                     |
| Modrá             | Dokončil neklasifikován (NC)                                                            |
| Fialová           | Odstoupil (Ret)                                                                         |
| Červená           | Nekvalifikoval se (DNQ)                                                                 |
| Červená           | Nepředkvalifikoval se (DNPQ)                                                            |
| Černá             | Diskvalifikován (DSQ)                                                                   |
| Bílá              | Nestartoval (DNS)                                                                       |
| Bílá              | Závod zrušen (C)                                                                        |
| Světle modrá      | Pouze trénoval (PO)                                                                     |
| Světle modrá      | Páteční testovací jezdec (TD)                                                           |
| Bez barvy         | Netrénoval (DNP)                                                                        |
| Bez barvy         | Vyřazen (EX)                                                                            |
| Bez barvy         | Nepřijel (DNA)                                                                          |
| Bez barvy         | Odvolal účast (WD)                                                                      |
| Bez barvy         | Nezúčastnil se (prázdné)                                                                |
| Označení          | Význam                                                                                  |
| Tučnost           | Pole position                                                                           |
| Kurzíva           | Nejrychlejší kolo                                                                       |
| †                 | Jezdec nedojel do cíle, ale byl klasifikován, protože odjel více než 90 % délky závodu. |
| ‡                 | Byl udělován poloviční počet bodů, protože bylo odjeto méně než 75 % délky závodu.      |
| Horní index       | Umístění bodujících jezdců ve sprintu                                                   |

| Rok  | Šasi      | Motor              | Pneu | Jezdci     | 1   | 2   | 3   | 4   | 5   | 6   | 7   | 8   | 9   | 10  | 11  | 12  | 13  | 14  | 15  | 16   | 17   | Body | Pořadí |
| ---- | --------- | ------------------ | ---- | ---------- | --- | --- | --- | --- | --- | --- | --- | --- | --- | --- | --- | --- | --- | --- | --- | ---- | ---- | ---- | ------ |
| 2007 | Spyker F1 | Ferrari 056 2.4 V8 | B    |            | AUS | MAL | BHR | ESP | MON | CAN | USA | FRA | GBR | EUR | HUN | TUR | ITA | BEL | JPN | CHN  | BRA  | 1    | 10.    |
| 2007 | Spyker F1 | Ferrari 056 2.4 V8 | B    | Sutil      | 17  | Ret | 15  | 13  | Ret | Ret | 14  | 17  | Ret | Ret | 17  | 21  | 19B | 14B | 8B  | RetB | RetB | 1    | 10.    |
| 2007 | Spyker F1 | Ferrari 056 2.4 V8 | B    | Albers     | Ret | Ret | 14  | 14  | 19  | Ret | 15  | Ret | 15  |     |     |     |     |     |     |      |      | 1    | 10.    |
| 2007 | Spyker F1 | Ferrari 056 2.4 V8 | B    | Winkelhock |     |     |     |     |     |     |     |     |     | Ret |     |     |     |     |     |      |      | 1    | 10.    |
| 2007 | Spyker F1 | Ferrari 056 2.4 V8 | B    | Jamamoto   |     |     |     |     |     |     |     |     |     |     | Ret | 20  | 20B | 17B | 12B | 17B  | RetB | 1    | 10.    |

B - vůz Spyker F8-VIIB